# 里皮特·伊什塔
里皮特·伊什塔（约公元前1934年—约公元前1924年在位）（英語：Lipit-Ishtar）伊辛国王。他颁布里辟伊士他法典，规范个人债务，通过其女担任祭司的乌尔修建教区，后被拉尔萨击败。